# Margarete Düren
Margarete Düren o Margarethe Düren-Herrmann (Magdeburg, 24 de setembre de 1904 – Colònia, c. 1988) va ser una soprano operística alemanya.

## Biografia
Düren va néixer a Magdeburg. Després dels estudis de veu, va treballar al Theater Chemnitz, primer com a corista, després com a solista. Va ser contractada pel Teatre Municipal (Mainfranken Theater) de Würzburg del 1933 al 1935. Més tard va passar al Teatre Königsberg fins al 1937 i a l'Òpera Estatal d'Stuttgart fins al 1939, on va actuar en el paper principal de l'opereta Monika de Nico Dostal en la seva estrena mundial. Es va casar amb el baríton Josef Herrmann (1903-1955), que va fer carrera a la Semperoper de Dresden. Després de la Segona Guerra Mundial ambdós van passar a la Städtische Oper de Berlín. Sovint van actuar junts, per exemple a Le nozze di Figaro de Mozart i a Undine de Lortzing, i ho van fer també en enregistraments.
Va actuar al Gran Teatre del Liceu de Barcelona en les temporades 1939-1940, 1941-1942 i 1942-1943, en les òperes Le nozze di Figaro, Der Rosenkavalier, Lohengrin, Die Walküre, Parsifal, Das Rheingold, Siegfried i Götterdämmerung. El seu marit també va actuar en aquest teatre barceloní, en les mateixes temporades que Margarete i a més a la temporada 1943-1944.
Va treballar a la Volksoper de Dresden després de la Segona Guerra Mundial, els anys 1946 i el 1947. Els seus papers clau inclouen: Blonde a Die Entführung aus dem Serail i Susanna a Le nozze di Figaro, ambdues de Mozart; els papers principals de Madama Butterfly de Giacomo Puccini; Die verkaufte Braut de Bedřich Smetana; Adele a Die Fledermaus de Johann Strauss; Marie de Zar und Zimmermann i de Der Waffenschmied, ambdues de Lortzing; i Nedda de Pagliacci de Ruggero Leoncavallo.
Després de la mort del seu marit, es va traslladar a Colònia, on va treballar com a promotora de l'Òpera de Colònia fins als vuitanta-nou anys.
Va morir a Colònia, segons algunes fonts l'any 1990.

## Enregistraments
Düren va gravar cinc duets amb el seu marit, i un trio de Der Zigeunerbaron de Johann Strauss fill.
- ABC der Gesangskunst in Deutschland. Part 1. (enregistraments 1927–1949). Line Music, Hamburg 2002.
- Willy Treffner. (enregistraments 1939–1943; títol genèric: Lebendige Vergangenheit), Preiser, Viena 2001.